# Vatten och bröd (musikalbum)
Vatten och bröd är den svenska sångerskan Veronica Maggios första studioalbum och det släpptes den 6 september 2006 på Universal Music. Maggio arbetade med Stefan Gräslund, som skrev och producerade albumet på egen hand. Maggio ville ha med egenskrivna låtar, men tyckte själv att hon inte var redo. Hon kände Gräslund så bra att han kunde utgå från henne när han skrev. Hon ville berätta något via sin sång och hade sångerskan Monica Zetterlund som inspiration. Albumets titel valdes då Maggio kom fram till att kombinera hiphop med soul är lika självklart som att vatten och bröd hör ihop. På omslaget föreställer Maggio en påklädd pinuppa.
Musikaliskt är Vatten och bröd jazz, soul och vispop med element av folktronica, hiphop och triphop. Albumet mottogs med blandade recensioner från svenska musikkritiker. Albumet ansågs lyckas balansera soul och modern vispop samtidigt som Gräslunds melodier hyllades, men i helhet bedömdes albumet vara ointressant. Kritik riktades också mot Maggios svala och lugna sång. Vatten och bröd nådde som högst plats 14 på Sverigetopplistan. Albumet nominerades i två kategorier inför Grammisgalan år 2006 och vann priset Årets nykomling. 
Tre singlar släpptes från albumet. Maggios debutsingel "Dumpa mig" nådde plats 14 på den svenska singellistan och var en radiohit under 2006. Den andra singeln, "Nöjd?", nådde plats sex på singellistan och uppnådde liknande radioframgång. Den tredje och sista singeln, "Havanna mamma", presterade dock sämre och missade singellistan. Låten släpptes också i remixad version med rapparen Petter. Efter att ha släppt ytterligare två studioalbum, uttalade Veronica Maggio att hon inte var lika fäst vid Vatten och bröd som vid de senare albumen eftersom hon inte bidrog till låttexterna.

## Bakgrund
Maggio upptäcktes av sin framtida manager som hörde en av hennes låtar på en kompis dator. Därefter började hon arbeta med producenten Stefan Gräslund för att hon gillade hans låttexter; hon ansåg att texterna inte var "så himla dramatiska eller överdrivet poetiska" som hon tyckte att svenska texter ofta blir. De skickade in en demo till Universal Music Sverige, vars artistansvarige, Anders Johansson, bestämde träff med Maggio som slutade med att hon fick skivkontrakt. Maggio tyckte att det var naturligt att Gräslund skulle skriva låttexterna till sitt debutalbum, eftersom de vid den tiden kände varandra så väl att han kunde utgå från henne när han skrev. "Jag skulle aldrig sjunga något som inte kändes sant för mig", sade Maggio i en intervju i Östgöta Correspondenten. Maggio ville ha med egenskrivna låtar på albumet, men kände att hon inte "bemästrade" färdigheten att skriva låtar ännu. Hon skrev mycket själv innan hon arbetade med Gräslund, men skrev då mest på engelska. Maggio sade dock att hon var involverad texterna, soundet och omslaget för albumet. Från början sjöng hon också på engelska, men ändrade så småningom till svenska: "Efter ett tag kände jag att det skulle vara en utmaning att göra cool musik på svenska, jag tycker att det finns så få som lyckas med det."

## Koncept och produktion

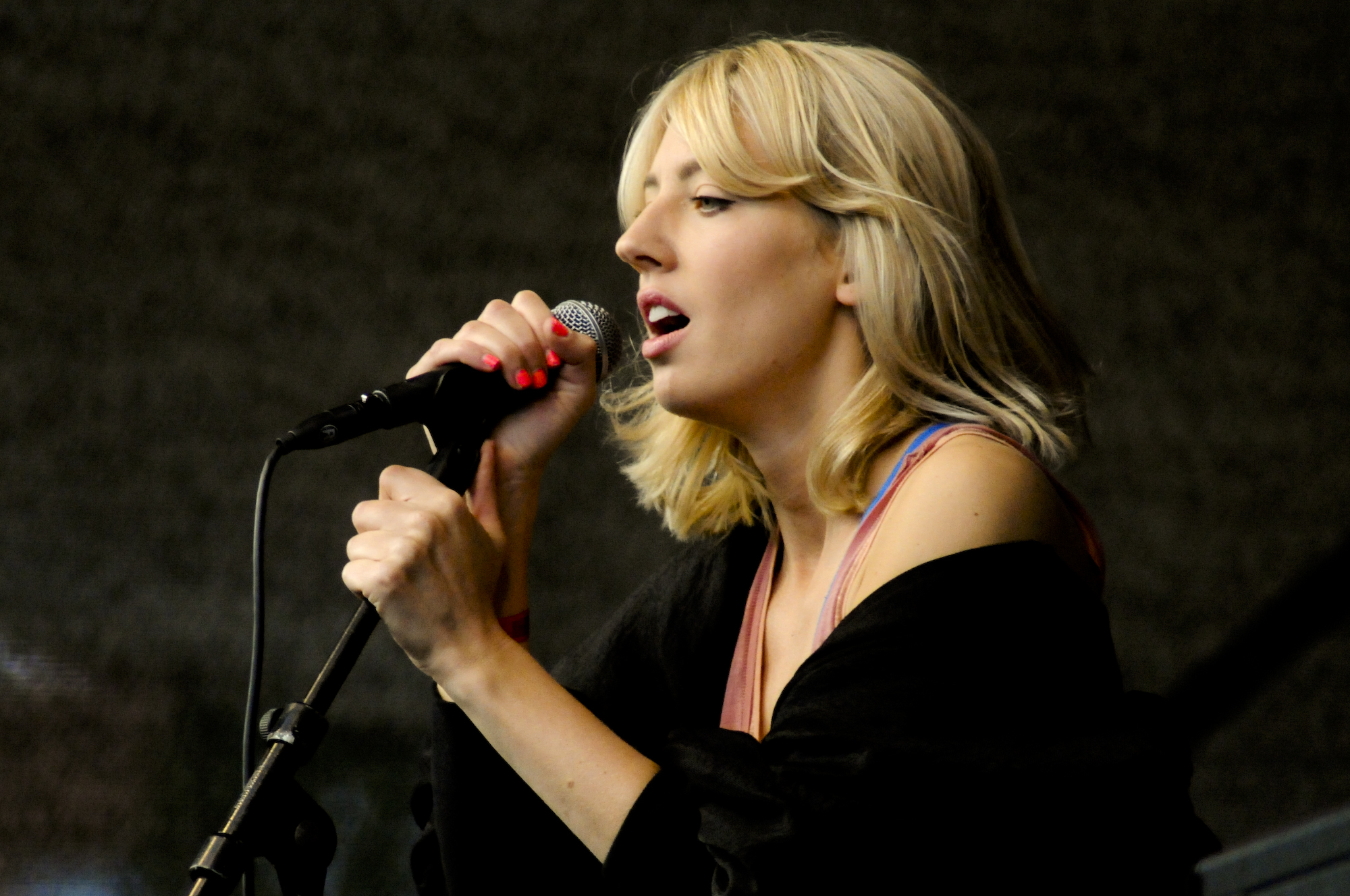
Maggio uppträder på Peace & Love i juni 2008.

Samtliga låtar på Vatten och bröd skrevs av Gräslund, bortsett från rapversen i "Vi har, vi har" som skrevs av Kristoffer Malmsten. Gräslund hade också hand om all produktion. Han skrev "Dumpa mig" som terapi efter att han hade kommit hem från en misslyckad kärleksweekend. Maggio konstaterade att det vore konstig att sjunga låten om den handlade om sorg, men sade att det var kul att sjunga den eftersom det var "så kallt och krasst". Även om låten handlar om honom, tyckte hon att den även utgår från henne och förmedlar en "äkta känsla". Hon menade också att det var lätt att leva sig in i texten eftersom den var lätt att relatera till. Låten "Nöjd?" skrevs om att aldrig bli nöjd och Maggio beskrev den som en parodi på "dejtinghysterin".
Målet med albumet var att skapa "cool musik på svenska"; hon ansåg att det var få artister som gjorde svenska låtar med "ett mer avslappnat tilltal". Med albumet ville hon också berätta något med sin röst, inte "bara höras", och sade att sångerskan Monica Zetterlund var "enormt duktig" på det. Sångmässigt influerades Maggio av Zetterlund. Maggio ville åstadkomma låtar med en "sval och skön" röst som möter en hiphop-lik och "hårdare" produktion. "Det ska inte vara för souligt. Soulkänslan ska finnas i kompet, inte min röst. Jag vill att det ska vara enkelt, återhållet och lite vemodigt", sade hon om albumets musikstil. "Ingenting kvar" var den första låten med detta sound som fullbordades. Sedan lyssnade hon och Gräslund på den och urskiljde vad som "kändes så bra" och baserade resten av låtarna runt en liknande idé.
Vatten och bröd spelades in till största del i Gräslunds lägenhet i Stockholm. Inspelningarna påbörjades i mars 2006 och mixades sedan av Gräslund, Ronny Lahti, Jonas Nordelius och Roberto Martorell. Gräslund skötte också inspelningen, samt de flesta instrumenten. Sören von Malmberg mastrade albumet. Albumets omslag består av en illustrerad person, som är ritad för att efterlikna Maggio, och är gjord av Mikael Eriksson. På bilden föreställer hon en "påklädd 50-talspinuppa". Skivbolaget ville ursprungligen ha ett riktigt foto av henne som omslag, men hon ville inte ställa upp som pinuppmodell. I en intervju i Sundsvalls Tidning förklarade Maggio albumets titel: "Titeln [Vatten och bröd] började som ett skämt. Vi var så himla trötta på att inte ha några pengar och äta nudlar för åttonde veckan i rad. Men sedan fastnade det. Jag klurade och tänkte att det vi gör på skivan är att kombinera hiphop- och soulproduktioner med visa lika självklart som vatten och bröd hör ihop."

## Stil och text
Musikmässigt kombinerar Vatten och bröd jazz, soul och vispop med element av folktronica, hiphop och triphop. Maggio beskrev albumet som "fylld av svenskt vemod i melodierna men ... en hiphop- och soulkänsla i produktionen". Dan Backman skriver i tidskriften Svenska Dagbladet att texternas uttryck sprider en "distanserad" oskuldsfullhet och att musiken har en "sensuellt melankolisk" karaktär. Enligt Karin Fredriksson från Helsingborgs Dagblad låter Maggios sång lik Lisa Ekdahl och Nina Persson och låtarna lik verk av David Shutrick. Agnes Arpi från Dagensskiva.com jämför vardagsbetraktelserna och underfundigheterna i texterna med en "yngre och roligare" version av Bo Kaspers orkester, samt Lars Winnerbäck, fast utan samhällskritik. Vatten och bröd börjar med "Ingenting kvar", som följs av "Havanna mamma"—en låt om längtan och befrielse. Det tredje spåret är "Dumpa mig" som handlar om huvudpersonen som förväntansfullt reser med tåg för att få träffa sin älskade, men blir dumpad vid ankomsten. Låten är en triphopvisa med hiphop-beats och influenser av pop. "Vi har, vi har" innehåller en rapvers av LKM. "Nöjd?", det åttonde spåret, är genremässigt triphop och handlar om att aldrig bli nöjd. Maggio sjunger bland annat att det är hopplöst att hitta en ny partner som inte har tics eller inte är rojalist.

## Mottagande

### Kritisk respons
Svenska musikkritiker gav Vatten och bröd blandade recensioner. Albumet har ett medel på 2,7 av 5 på webbplatsen Kritiker.se, som beräknar medelvärdet av professionella recensioner. Dan Backman från Svenska Dagbladet skriver att problemet med albumet är att det "inte har mycket att erbjuda under sin attraktiva yta". Backman menar att låtarna balanserar soul och visa på ett "fint" sätt och hyllar Gräslunds melodier och Maggios diktion, men tycker att "blir det svårt att fastna i garnet". Backman ger slutligen albumet tre av fem i betyg. Agnes Arpi från Dagensskiva.com ger albumet sex av tio i betyg och skriver: "Efter att ha spelat de tio låtarna några gånger kan det dock bli lite för mycket av den sansade, svala touchen. Att sjunga med små bokstäver är ett konststycke som kräver precision." Arpi menar att hon gärna hade velat höra Maggio "sjunga ut mer", men skriver också att "man kan ju inte få allt på en gång och förhoppningsvis är Veronica Maggio en stilbildare som vi får höra mer av framöver."
Karin Fredriksson från Helsingborgs Dagblad ger albumet två av fem i betyg och anser att ingen låt når upp till första singeln "Dumpa mig". Hon skriver att hon är besviken över att Maggio inte skriver sina egna låtar, men bedömer att "Veronica är en cool sångerska och hon låter faktiskt inte som Lisa Ekdahl hela tiden." Tatiana Karas från Musiklandet ger även hon Vatten och bröd två i betyg. Karas är mer kritisk mot Maggios sång: "Det fastnar bara små fragment lite här och där som inte sätter sig riktigt." Hon hyllar dock låten "Nöjd?" och Maggios moderna vispop och avslutar med att skriva: "Men än så länge går jag inte runt [och] lallar konstant på vissa refränger, än så länge är hon inte en ny Lisa Ekdahl. Men låt henne gräddas några grader till i den kommersiella ugnen och hon kommer att jäsa som artist." Quetzala Blanco från Expressen är väldigt kritisk mot albumet och skriver: "Väldigt sött, catchy och kaxigt. Men intressant? Knappast ... Efter ett par lyssningar känner jag mig lite hjärndöd och gråtrist. Veronica Maggio härmar det lekfulla men där till exempel Lily Allen lyckas ta det i hamn misslyckas tyvärr Maggio."
Vatten och bröd nominerades två Grammis för Årets pop/rock (kvinnlig) och Årets nykomling vid 2006 års gala. Albumet vann priset för Årets nykomling, men förlorade Årets pop/rock (kvinnlig) till Separation Road av Anna Ternheim. Med Vatten och bröd nominerades också Maggio som Årets kvinnliga artist på P3 Guld 2007, men förlorade igen till Ternheim.

### Kommersiell framgång
Den 5 augusti TV-debuterade Veronica i Sommarkrysset (TV4). Albumet Vatten och bröd gick in på plats 18 på Sverigetopplistan den 14 september 2006 och blev veckans femte högsta debut. Placeringen sjönk under de kommande sex veckorna och albumet föll till slut ur listan i mitten av oktober 2006. Nästan fyra månader senare, i februari 2007, återkom albumet på plats 57. Fyra veckor senare nådde det plats 14, vilket blev dess topposition, och låg kvar i ytterligare fyra veckor i topp 20. Totalt låg Vatten och bröd på listan i 13 osammanhängande veckor.

## Singlar

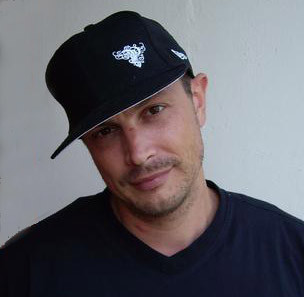
Petter medverkade på den remixade versionen av "Havanna mamma".

"Dumpa mig" släpptes som Maggios debutsingel och albumets ledande singel den 22 mars 2006. Låten blev en hit på radio en månad innan den släpptes och musikvideon, regisserad av Gustav Åkerblom, spelades redan då flitigt på musikkanaler. Singeln nådde som högst plats 14 på svenska singellistan. Låten nominerades som Årets låt på P3 Guld 2007. "Nöjd?" släpptes den 5 juli 2006 som albumets andra singel. Likt "Dumpa mig", var "Nöjd?" en hit på radio, men presterade bättre på singellistan; efter att ha gått in på plats 22 nådde den till slut plats 6. Låtens musikvideo regisserades av Mikael Gustavsson. Albumets tredje och sista singel, "Havanna mamma", släpptes den 25 oktober 2006 tillsammans med en remixad version av Thomas Rusiak med rapparen Petter. Till skillnad från de tidigare singlarna, presterade "Havanna mamma" sämre och missade singellistan. Markus Johnson regisserade musikvideon. Utöver de officiella singlarna, släpptes resterande låtar som promosinglar via digital nedladdning. Först ut var "Ingenting kvar" den 21 augusti 2006 och sist ut var "Havanna mamma" den 5 september, dagen innan albumet släpptes.

## Eftermäle
Maggio har efter att ha släppt sitt andra och tredje studioalbum, Och vinnaren är... (2008) och Satan i gatan (2011), sagt att hon inte är lika fäst vid Vatten och bröd som de senare albumen. "Det var kul att göra Vatten och bröd och jag lärde mig mycket men jag har inte skrivit låtarna själv och då blir det inte samma sak", kommenterade hon. Hon har sagt att hon har tröttnat på många av låtarna eftersom hon inte skrev någon av dem. I ett reportage i Magazine Café utvecklade hon: "Efter [Vatten och bröd] fick jag hela tiden höra: 'Aha, du är en sån som sjunger andras låtar?' Det är helt förståeligt. Det var också upplägget från början. Stefan [Gräslund] anlitade mig som sångerska till sitt projekt. Och jag är nöjd med hur det blev. Jag hade kämpat så länge och ville så gärna få ge ut en skiva. Men det var samtidigt frustrerande eftersom jag – ironiskt nog – fram till min debutskiva hade skrivit väldigt mycket själv."

## Låtlista
Alla låtar är skriva och producerade av Stefan Gräslund. Övriga låtskrivare listas nedan.
| Nr  | Titel                    | Kompositör          | Längd |
| --- | ------------------------ | ------------------- | ----- |
| 1.  | Ingenting kvar           |                     | 2:48  |
| 2.  | Havanna mamma            |                     | 3:53  |
| 3.  | Dumpa mig                |                     | 3:39  |
| 4.  | Vi har, vi har (med LKM) | Kristoffer Malmsten | 3:44  |
| 5.  | Kan inte säga nej        |                     | 3:43  |
| 6.  | Kvällens sista cigarett  |                     | 4:15  |
| 7.  | Månskensregn             |                     | 2:54  |
| 8.  | Nöjd?                    |                     | 3:04  |
| 9.  | Gå nu                    |                     | 3:14  |
| 10. | Ballad om vintern        |                     | 2:19  |

## Medverkande
| - Mikael Eriksson – illustrationer - Stefan Gräslund – text och musik, produktion, inspelning, instrument, mixning - Anders Johansson – A&R - Hugo Kollind – slagverk - Ronny Lahti – mixning - Sören von Malmberg – mastering | - Kristoffer Malmsten – text och musik, rapvers - Roberto Martorell – mixning - Jessica Mittleton – styling - Jonas Nordelius – mixning - Carl Pilo – bas - Tove Roander – trumpet |

Medverkande är hämtade ur albumhäftet till Vatten och bröd.

## Listplaceringar
| Lista (2007)        | Högsta position |
| ------------------- | --------------- |
| Svenska albumlistan | 14              |

## Fotnoter
1. 1 2 3 4  Ericson, Pernilla (12 september 2006). ”Veronica Maggio: Jag lekte med rånare”. Salong K. Jennie Sandberg. Arkiverad från originalet den 3 februari 2012. https://www.webcitation.org/65B3k2nkB?url=http://www.salongk.se/artiklar/import/2006/9/12/5358/index.xml. Läst 6 januari 2012.
2. 1 2 3 4 5  ”Hon sätter en ny ton för musik på svenska”. Sundsvalls Tidning (MittMedia Förvaltnings AB). 11 augusti 2006. Arkiverad från originalet den 3 februari 2012. https://www.webcitation.org/65B3pCyKo?url=http://st.nu/noje/1.663716-hon-satter-en-ny-ton-for-musik-pa-svenska. Läst 6 januari 2012.
3. ↑  ”Veronica Maggio”. Magazine Café. Hachette Sverige AB. 7 oktober 2006. Arkiverad från originalet den 3 februari 2012. https://www.webcitation.org/65B3teA2d?url=http://cafe.se/veronica-maggio/. Läst 7 januari 2012.
4. 1 2 3 4 5  Larsson, Karin (16 mars 2007). ”Veronica Maggio spelar på Skylten”. Östgöta Correspondenten (Norrköpings Tidningars Media AB). Arkiverad från originalet den 3 februari 2012. https://www.webcitation.org/65B3zvwce?url=http://www.corren.se/kultur/konsert/?articleId=4186782. Läst 6 januari 2012.
5. 1 2 3 4  Backman, Dan (17 mars 2006). ”Veronica Maggio: vemodig”. Svenska Dagbladet (Schibsted). Arkiverad från originalet den 3 februari 2012. https://www.webcitation.org/65B4NPhBq?url=http://www.svd.se/kultur/veronica-maggio-vemodig_300796.svd. Läst 6 januari 2012.
6. 1 2 3  Hernadi, Alexandra (6 april 2006). ”Veronica Maggio”. Dagens Nyheter (Bonnier AB). Arkiverad från originalet den 3 februari 2012. https://www.webcitation.org/65B4IIR88?url=http://www.dn.se/kultur-noje/musik/veronica-maggio. Läst 6 januari 2012.
7. ↑  Andersson, Therése (6 juli 2006). ”"Innan jag ska sjunga vill jag bara dö!"”. Salong K. Jennie Sandberg. Arkiverad från originalet den 3 februari 2012. https://www.webcitation.org/65B44fUMJ?url=http://www.salongk.se/artiklar/import/2006/7/6/3861/index.xml. Läst 8 januari 2012.
8. 1 2 3 4  TT Spektra (22 mars 2006). ”'Dumpa mig' en hit redan innan den släppts”. Svenska Dagbladet (Schibsted). Arkiverad från originalet den 3 februari 2012. https://www.webcitation.org/65B5T4KB8?url=http://www.svd.se/kultur/dumpa-mig-en-hit-redan-innan-den-slappts_302956.svd. Läst 8 januari 2012.
9. 1 2 3 4  (2006) Albumhäfte för Vatten och bröd av Veronica Maggio [CD]. Sverige: Universal (170 147-3).
10. 1 2 3  Wreede, Lena (20 september 2006). ”Veronica Maggio kämpar tills hon blir nöjd”. Norrbottens-Kuriren (Norrköpings Tidningars Media AB). Arkiverad från originalet den 3 februari 2012. https://www.webcitation.org/65B4DBF85?url=http://www.kuriren.nu/nyheter/?ArticleID=1635567. Läst 5 januari 2012.
11. 1 2 3 4  Backman, Dan (6 september 2006). ”Recension: Veronica Maggio – Vatten & bröd”. Svenska Dagbladet (Schibsted). Arkiverad från originalet den 3 februari 2012. https://www.webcitation.org/65B4rkqNg?url=http://www.svd.se/kultur/musik/veronica-maggio_33545.svd. Läst 6 januari 2012.
12. ↑  Svensson, Ylwa (14 augusti 2006). ”Kommer med ny cd”. Expressen (Bonnier AB). Arkiverad från originalet den 3 februari 2012. https://www.webcitation.org/65B4RU7WY?url=http://www.expressen.se/noje/1.400722/kommer-med-ny-cd. Läst 7 januari 2012.
13. 1 2 3 4  Karas, Tatiana (18 september 2006). ”Jag blir heller aldrig nöjd, Veronica!”. Musiklandet. Arkiverad från originalet den 3 februari 2012. https://www.webcitation.org/65B5AALTm?url=http://www.musiklandet.se/ml/index.nsf/1?Open. Läst 5 januari 2012.
14. 1 2 3  Fredriksson, Karin (8 september 2006). ”Vatten & bröd”. Helsingborgs Dagblad (Pukslagaren i Helsingborg AB). Arkiverad från originalet den 3 februari 2012. https://www.webcitation.org/65B50je4t?url=http://hd.se/noje/skivor/2006/09/08/vatten-och-broed/. Läst 6 januari 2012.
15. 1 2 3 4  Arpi, Agnes (12 september 2006). ”Att sjunga i gemener”. Dagensskiva.com. Arkiverad från originalet den 3 februari 2012. https://www.webcitation.org/65B4vVj3k?url=http://dagensskiva.com/2006/09/12/veronica-maggio-vatten-och-brod/. Läst 5 januari 2012.
16. ↑  Castillo Madrid, Tatiana (20 december 2011). ”Veronica Maggio till Havanna”. Gaffa. Gaffa Sverige AB. Arkiverad från originalet den 3 februari 2012. https://www.webcitation.org/65B4Z1tQZ?url=http://gaffa.se/nyhet/55822. Läst 8 januari 2012.
17. ↑  Gustafsson, Jonas (8 april 2006). ”Veronica Maggio – Dumpa mig”. Musiklandet. Arkiverad från originalet den 3 februari 2012. https://www.webcitation.org/65B4e7O8d?url=http://www.musiklandet.se/ml/index.nsf/1?Open. Läst 27 januari 2012.
18. 1 2  Strage, Fredrik (6 september 2006). ”Recension: Veronica Maggio: 'Vatten & bröd'”. Dagens Nyheter (Bonnier AB).
19. 1 2  Blanco, Quetzala. ”Veronica Maggio – Vatten & Bröd”. Expressen (Bonnier AB). Arkiverad från originalet den 3 februari 2012. https://www.webcitation.org/65B572yUz?url=http://www.expressen.se/1.412769. Läst 6 januari 2012.
20. ↑  ”Veronica Maggio: Vatten & Bröd”. Kritiker.se. http://kritiker.se/skivor/veronica-maggio/vatten-brod/. Läst 6 januari 2012.
21. ↑  ”Här är årets nomineringar”. Expressen (Bonnier AB). 6 december 2006. Arkiverad från originalet den 3 februari 2012. https://www.webcitation.org/65B5ErcEY?url=http://www.expressen.se/noje/1.483724/har-ar-arets-nomineringar. Läst 7 januari 2012.
22. ↑  ”Alla vinnare”. Dagens Nyheter (Bonnier AB). 31 januari 2007. Arkiverad från originalet den 3 februari 2012. https://www.webcitation.org/65B5JBIIX?url=http://www.dn.se/kultur-noje/musik/alla-vinnare. Läst 7 januari 2012.
23. 1 2  Hamberg, Patrik (6 december 2006). ”Nomineringarna till Grammis och P3 Guld klara”. Dagensskiva.com. Arkiverad från originalet den 3 februari 2012. https://www.webcitation.org/65B5MeBMr?url=http://dagensskiva.com/2006/12/06/nomineringarna-till-grammis-och-p3-guld-klara/. Läst 28 januari 2012.
24. ↑  ”Anna Ternheim är Årets kvinnliga artist”. P3 Guld. Sveriges Radio. 20 januari 2007. Arkiverad från originalet den 3 februari 2012. https://www.webcitation.org/65B5QdczU?url=http://sverigesradio.se/sida/artikel.aspx?programid=2753. Läst 28 januari 2012.
25. ↑  ”Hitparad.se – Sverigetopplistan – Album Top 60 2006-09-14”. Sverigetopplistan. Hung Medien / hitparade.ch. http://hitparad.se/weekchart.asp?year=2006&date=20060914&cat=a. Läst 7 januari 2012.
26. 1 2  ”Hitparad.se – Veronica Maggio – Vatten & bröd”. Sverigetopplistan. Hung Medien / hitparade.ch. http://hitparad.se/showitem.asp?interpret=Veronica+Maggio&titel=Vatten+%26+br%F6d&cat=a. Läst 7 januari 2012.
27. 1 2 3  ”Veronica Maggio – Video”. Veronicamaggio.com. Universal Music. Arkiverad från originalet den 27 februari 2015. https://web.archive.org/web/20150227105105/http://gamlavarlden.veronicamaggio.com/?sid=html-videos2. Läst 26 januari 2012.
28. ↑  ”Hitparad.se – Veronica Maggio – Dumpa mig”. Sverigetopplistan. Hung Medien / hitparade.ch. http://hitparad.se/showitem.asp?interpret=Veronica+Maggio&titel=Dumpa+mig&cat=s. Läst 27 januari 2012.
29. ↑  ”Nöjd? – EP by Veronica Maggio” (på engelska). Sverige: Itunes Store. Apple Inc. http://itunes.apple.com/se/album/nojd-ep/id161629975. Läst 5 januari 2012.
30. ↑  ”Hitparad.se – Veronica Maggio – Nöjd?”. Sverigetopplistan. Hung Medien / hitparade.ch. http://hitparad.se/showitem.asp?interpret=Veronica+Maggio&titel=N%F6jd%3F&cat=s. Läst 27 januari 2012.
31. ↑  ”Havanna Mamma – Single by Veronica Maggio” (på engelska). Sverige: Itunes Store. Apple Inc. http://itunes.apple.com/se/album/havanna-mamma-single/id198774974. Läst 27 januari 2012.
32. ↑  ”Veronica Maggio – Ingenting kvar”. Universal Music. http://www.universalmusic.se/musik/veronica-maggio/ingenting-kvar/?upc=00602517051553&pid=30058689001. Läst 26 januari 2011.[död länk]
33. ↑  ”Veronica Maggio – Havanna mamma”. Universal Music. Arkiverad från originalet den 10 september 2010. https://web.archive.org/web/20100910140715/http://www.universalmusic.se/musik/veronica-maggio/havanna-mamma/?upc=00602517051638&pid=30058689378. Läst 8 januari 2011.
34. ↑  Hillervik, Fredrik (30 juni 2011). ”Veronica är aldrig nöjd”. Dalarnas Tidningar (Ewa Wirén). Arkiverad från originalet den 3 februari 2012. https://www.webcitation.org/65B5Wbzac?url=http://www.dt.se/nojekultur/peacelove/1.3656025-veronica-ar-aldrig-nojd. Läst 7 januari 2012.
35. ↑  Leffler, Tove (27 april 2011). ”Veronica Maggio väljer en ny väg”. Dagens Nyheter (Bonnier AB). Arkiverad från originalet den 3 februari 2012. https://www.webcitation.org/65B5bHMsr?url=http://www.dn.se/kultur-noje/musik/veronica-maggio-valjer-en-ny-vag. Läst 7 januari 2012.
36. ↑  Gradvall, Jan (28 september 2011). ”Veronica Maggio: Störst just nu”. Magazine Café. Hachette Sverige AB. Arkiverad från originalet den 3 februari 2012. https://www.webcitation.org/65B5huveT?url=http://cafe.se/veronica-maggio-storst-just-nu/. Läst 7 januari 2012.